# مهستی بدیعی
زهرا مهستی بدیعی (زاده ۱۳۲۸) یک کارگردان و نویسنده اهل ایران است.

## زندگی‌نامه
مهستی بدیعی، متولد ۱۳۲۸ می‌باشد. وی فارغ‌التحصیل رشتهٔ کارگردانی سینما، تلویزیون و رادیو از دانشکدهٔ هنرهای دراماتیک در سال ۱۳۵۴ می‌باشد. کار هنری را از کودکی با گویندگی در برنامهٔ کودک رادیو تبریز شروع کرد. سپس با خانواده اش به تهران آمد و همزمان با اخذ دیپلم در رادیو استخدام شد. سپس برای ادامهٔ تحصیل به دانشکدهٔ هنرهای دراماتیک رفت. در طول دوران تحصیل، در رادیو و سپس در تلویزیون به کار صدابرداری اشتغال داشت. پس از صدابرداری در رادیو و تلویزیون به عنوان کارگردان فیلم در تلویزیون به کار مشغول شد. فیلمسازی را با ساخت فیلم کوتاه در تلویزیون شروع کرد. فعالیت در سینمای حرفه‌ای را از سال ۱۳۷۰ با کارگردانی فیلم «حسنک» آغاز کرد.

## فیلم شناسی

### سینمایی
1. طالع سعد (کارگردان، نویسنده و تهیه‌کننده ۱۳۷۴)
2. منطقه ممنوع (نویسنده ۱۳۷۳)
3. نصف جهان (گروه کارگردانی ۱۳۷۱)
4. حسنک (کارگردان ۱۳۷۰)

### کوتاه
1. رتیل
2. پسرک لبوفروش
3. چادرنشینان بلوچ
4. غصه نخور کریم
5. زنان دشت مغان